# Преформационизам
У историји биологије, преформационизам (или преформизам) је раније популарна теорија да се организми развијају из минијатурних верзија самих себе. Уместо склапања из делова, преформационисти су веровали да облик живих бића постоји, у реалном смислу, пре њиховог развоја. То сугерише да су сви организми створени у исто време и да наредне генерације расту од хомункула, или анималкула, који постоје од почетка стварања, што је типично дефинисано верским веровањима.
Епигенеза (или неоформизам), је онда, у овом контексту, порицање преформационизма: идеје да, у неком смислу, облик живих бића долази у постојање. За разлику од „строгог“ преформационизма, то је идеја да „сваки ембрион или организам постепено настаје из недиференциране масе низом корака и фаза током којих се додају нови делови“. Ова реч се још увек користи у модернијем смислу, да се односи на оне аспекте генерисања облика током онтогенезе који нису стриктно генетски, или, другим речима, епигенетски.
Осим тих разлика (преформационизам-епигенеза и генетичко-епигенетски), термини преформистички развој, епигенетски развој и соматска ембриогенеза се користе и у другом контексту, у односу на диференцијацију посебне линије заметних ћелија. У преформистичком развоју, заметна линија је присутна од раног развоја. У епигенетском развоју, заметна линија је присутна, али се јавља касно. У соматској ембриогенези недостаје јасна заметна линија. Неки аутори вајсманистичким развојем (било преформистичким или епигенетским) називају оно у коме постоји јасна заметна линија.
Историјске идеје преформационизма и епигенезе, као и ривалство између њих, уклоњене су савременим разумевањем генетског кода и његове молекуларне основе заједно са развојном биологијом и епигенетиком.